# Ognjen Mudrinski
Ognjen Mudrinski (serbisch-kyrillisch Огњен Мудрински; * 15. November 1991 in Srbobran) ist ein serbischer Fußballspieler.

## Karriere

### Vereine
Ab dem Alter von zwölf Jahren spielte Mudrinski in der Jugend von Vojvodina Novi Sad. Mit Vojvodina debütierte er am 11. April 2010 in der SuperLiga am 23. Spieltag der Saison 2009/10 gegen OFK Belgrad und erzielte dabei den Treffer zum 2:2-Endstand. Im August 2010 absolvierte er im Zuge eines kurzen Leihgeschäftes zwei Erstligaspiele für Hajduk Kula. Nachdem er nach seiner Rückkehr für Vojvodina Novi Sad in der Hinrunde 2010/11 nur einen Ligaeinsatz absolviert hatte, spielte er in der Rückrunde auf Leihbasis für FK Novi Sad in der zweiten Liga. Daraufhin löste er am 3. August 2011 seinen Vertrag mit Vojvodina Novi Sad auf. Danach schloss er sich dem FK Jagodina an. Bis zum Ende der Saison 2011/12 erzielte er neun Tore für den Verein.
Mit Jagodina qualifizierte sich Mudrinski in der Saison 2011/12 als Tabellenvierter der SuperLiga für die UEFA Europa League. Nachdem er in der ersten Runde der Qualifikation zur Gruppenphase der Europa League 2012/13 mit dem FK Jagodina gescheitert war, wechselte er Ende August 2012 zum Rekordmeister Roter Stern Belgrad. Am 2. September 2012 erzielte er bei seinem ersten Spiel für Roter Stern einen Hattrick gegen Radnički Niš; er war der erste Spieler, dem dies in der Vereinsgeschichte von Roter Stern gelungen ist.
Im Juli 2013 verpflichtete der deutsche Zweitligist SpVgg Greuther Fürth Mudrinski. Am 24. August 2014 lösten der Verein und Mudrinski den Vertrag auf, da die „beiderseitigen Hoffnungen und Erwartungen nicht umgesetzt werden konnten“.
Nach einem Wechsel in die Schweiz zum FC Aarau unterzeichnete Mudrinski im Januar 2016 einen Zweijahresvertrag mit FK Spartak Subotica. In der Rückrunde der serbischen SuperLiga 2015/16 bestritt er, hauptsächlich als Ersatzspieler, 13 Ligaspiele, in denen er 2 Tore erzielte. Er wurde in zwei Pokalrunden eingesetzt, wobei er in einem Spiel gegen Ex-Club Jagodina zwei Tore schoss. In der Hinrunde der Saison 2016/17 war Mudrinski mit insgesamt 9 Toren als bester Torschütze seiner Mannschaft. Im April 2017 verlängerte er seinen Vertrag mit dem Verein um ein weiteres Jahr. Dennoch wechselte Mudrinski im Sommer 2017 zu FK Čukarički. Dort wurde er am Ende der Saison 2018/19 von Spielern und Trainern der serbischen Superliga in die „Elf des Jahres“ gewählt. Für Čukarički absolvierte er 55 Ligaspiele.
Im Juli 2019 unterschrieb er einen Vertrag beim Jagiellonia Białystok im polnischen Białystok. Der Verein spielte in der ersten polnischen Liga. Von Februar 2020 bis August 2021 wurde er an den kroatischen Erstligisten HNK Gorica ausgeliehen. Für den Klub aus Velika Gorica bestritt er 39 Ligaspiele. Die Saison 2021/22 wurde er an den slowenischen Erstligisten NK Maribor ausgeliehen. Am Ende der Saison feierte er mit dem Klub aus Maribor die slowenische Meisterschaft. Mit 17 Toren wurde er Torschützenkönig der Liga.
Im Juli 2022 zog es ihn nach Asien. Hier nahm ihn in Thailand der Erstligist Lamphun Warriors FC unter Vertrag. Für den Verein aus Lamphun absolvierte er 13 Erstligaspiele. Nach der Hinserie wurde sein Vertrag im Dezember 2022 nicht verlängert und kurze Zeit später wechselte er zu Újpest Budapest nach Ungarn. Im September 2023 wechselte er zurück nach Serbien, zum Erstligisten FK Spartak Subotica. Nach einem kurzen Gastspiel beim serbischen Zweitligisten FK Mladost Novi Sad, spielt er seit Januar 2025 in Italien bei SS Akragas in der Serie D.

### Nationalmannschaft
Am 29. Februar 2012 erzielte Ognjen Mudrinski bei seinem Debüt für die serbische U-21-Nationalmannschaft gegen Bosnien und Herzegowina ein Tor. In einem U-21-Freundschaftsspiel gegen Moldawien war Mudrinski am 14. August 2012 erneut mit einem Tor erfolgreich. In der Qualifikation zur U-21-Europameisterschaft 2013 absolvierte er vier Spiele für Serbien und erzielte dabei einen Treffer.

## Erfolge
NK Maribor
- Slowenischer Meister: 2022

## Auszeichnungen
SuperLiga (Serbien)
- Elf des Jahres: 2018/19

Slovenska Nogometna Liga (Slowenien)
- Torschützenkönig: 2021/22 (17 Tore)